# Daniel Peretz
Daniel Peretz (tiếng Hebrew: דניאל פרץ, /ˈdɑːˈnɪɛl ˈpɛrɛ/ t̻͡s̪; sinh ngày 10 tháng 7 năm 2000) là một cầu thủ bóng đá chuyên nghiệp người Israel thi đấu ở vị trí thủ môn cho câu lạc bộ Bayern München tại Giải bóng đá vô địch quốc gia Đức và đội tuyển quốc gia Israel.